# Saasen (Reiskirchen)
Saasen ist ein Ortsteil der Gemeinde Reiskirchen im mittelhessischen Landkreis Gießen. Zur Ortschaft gehören die Weiler Bollnbach und Veitsberg sowie der Wirberg, eine ehemalige Burg.

## Geographische Lage
Saasen liegt in Mittelhessen 3,4 km östlich des Reiskirchener Hauptortes zwischen den Ortsteilen Lindenstruth im Westen sowie Bollnbach und dem Grünberger Ortsteil Göbelnrod im Osten. Es befindet sich im Südteil des Naturraums Lumda-Plateau am Lahn-Zufluss Wieseck; während die Kilometrierung des Fließgewässers nahe der Nachbarortschaft Göbelnrod endet, befindet sich beim Nordrand von Saasen die gefasste Wieseckquelle.

## Ortsgeschichte

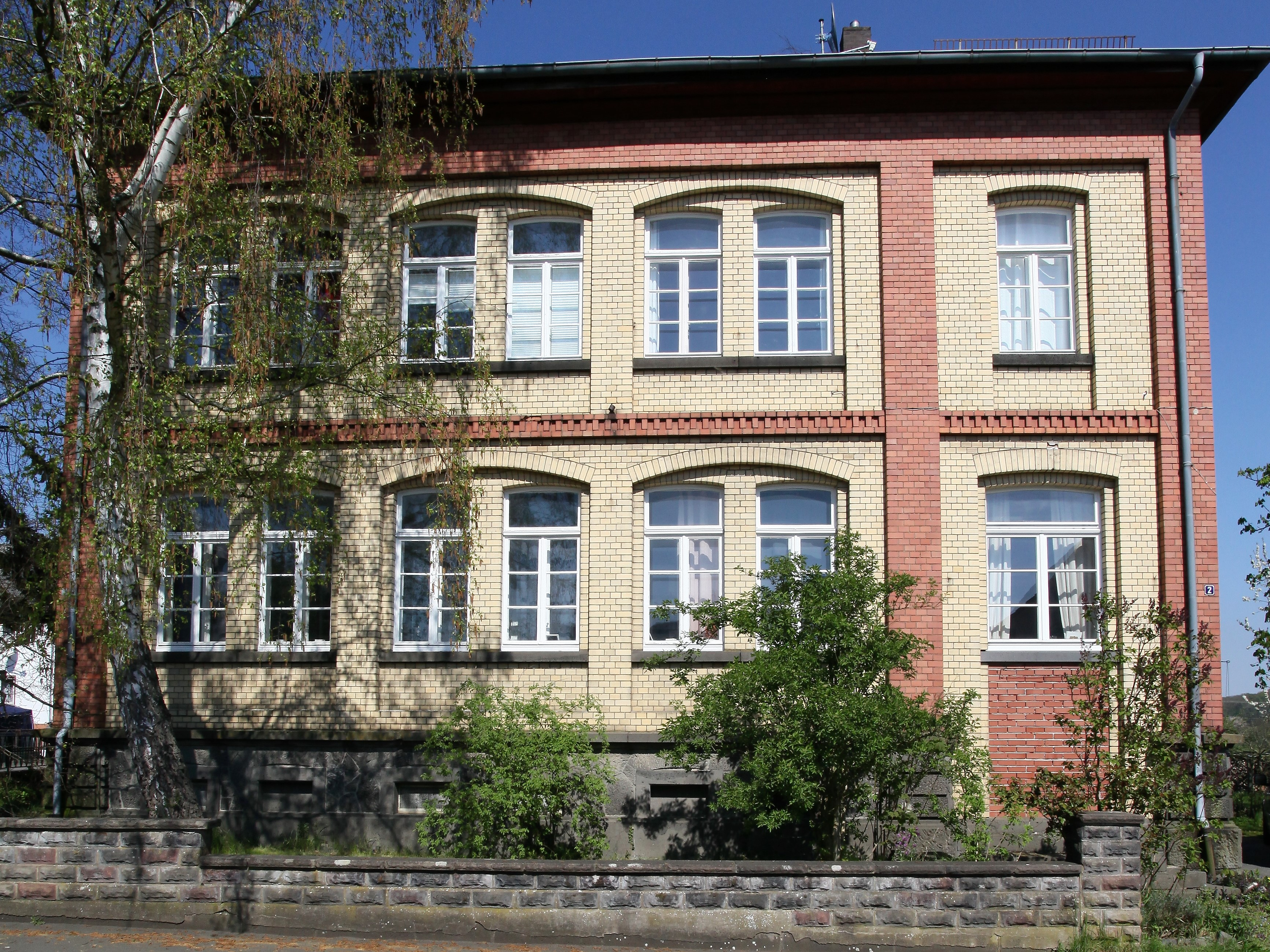
Saasen Alte Schule

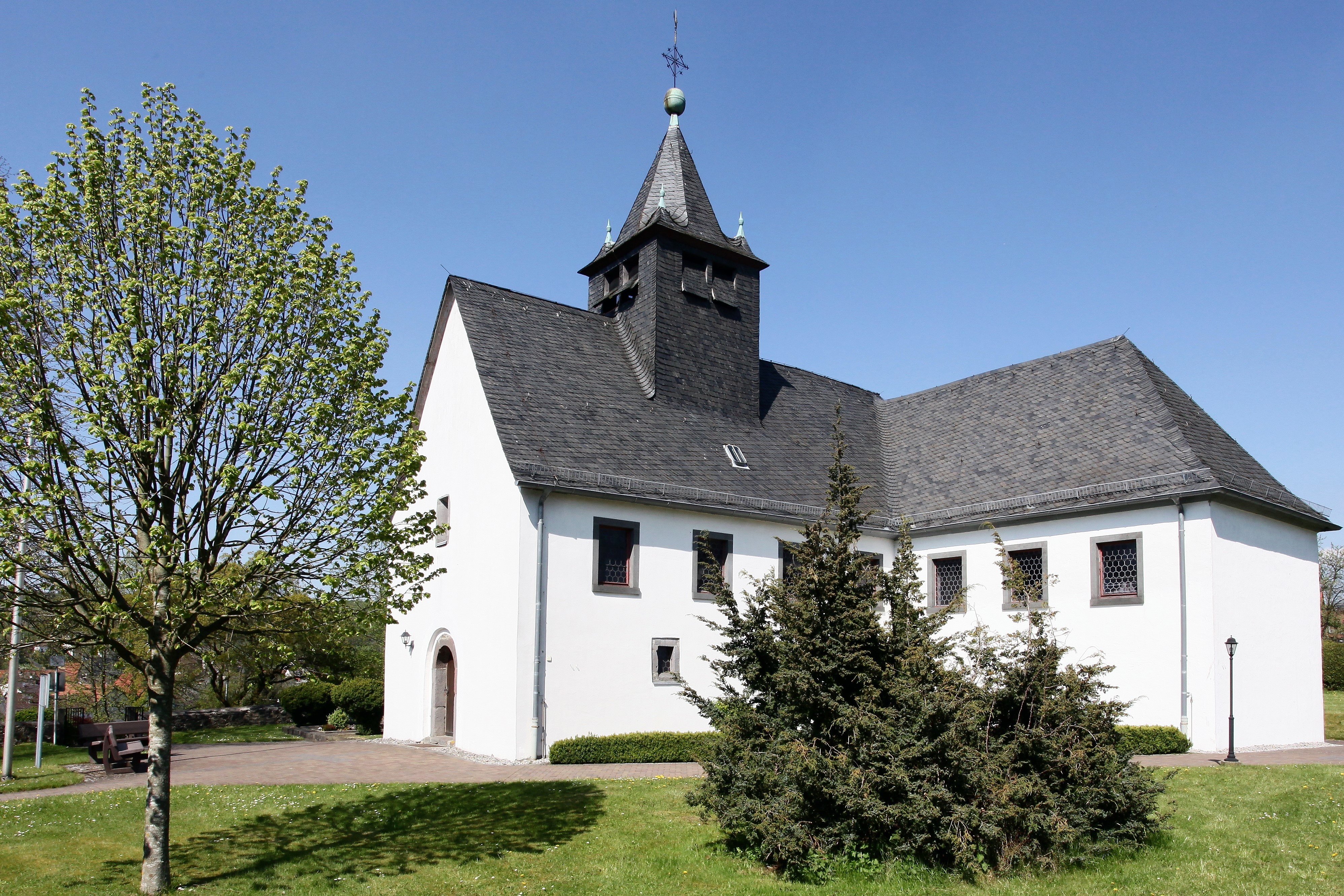
Saasen Evangelische Kirche

### Mittelalter
Die Ersterwähnung des Dorfs erfolgte in einem Kopiar zwischen 1111 und 1137: „predium quod domnus Mathfridus habuit in Quecbrunnen et in Saasen“. In dem genannten Zeitraum erwarb der Erzbischof von Mainz Adalbert I. von Saarbrücken von dem domnus Mathfridus Eigengut in Queckborn und Saasen. Adalbert I. war Kanzler des römisch-deutschen Kaisers Heinrich V.
Die folgenden Nennungen des Ortes beziehen sich auf Mitglieder einer Familie von Saasen, welche den Ortsadel darstellte. 1249 wird „Henricus fon den Saasen“ in einer Urkunde erwähnt. Zwei Jahre später finden sich „Petrus et Henricus de Sahsen“. Eine Urkunde von 1279 nennt die Brüder „Volkenandus, Heinricus et VVlpertrus fratres dicti de Saasen“. Eine weitere Urkunde von 1379 kennt: „Clas von Fulpracht von den Sayssin“. Der Ortsnamen wird als „Siedlung der (Nieder) Sachsen“ gedeutet. Dabei bezieht man sich auf das althochdeutsche Wort „Sahso“ für Sachse. Eine Wüstung gleichen Namens findet sich bei Lich.
Die Evangelische Kirche auf dem Veitsberg wurde im 13. Jahrhundert als romanische Saalkirche erbaut und diente als Send- und Pfarrkirche. In Saasen selbst existierte nur für etwa 100 Jahre eine Kapelle, die etwa 1525 errichtet und im Dreißigjährigen Krieg zerstört wurde. Die Veitsberger Mutterkirche erhielt 1751 einen neuen Ostteil und wurde 1965 durch einen südlichen Queranbau winkelförmig erweitert.

### Neuzeit
Die Statistisch-topographisch-historische Beschreibung des Großherzogthums Hessen berichtet 1830 über Saasen:

„Saasen (L. Bez. Grünberg) evangel. Filialdorf; liegt 1 St. von Grünberg, hat 63 Häuser und 375 Einwohner, die alle evangelisch sind, und unter welchen sich 46 Bauern, 11 Handwerker und 9 Taglöhner befinden. – Die Kirche war noch 1250 eine Mutterkirche, zu welcher damals Harbach gehörte.“

Hessische Gebietsreform (1970–1977)
Zum 31. Dezember 1970 fusionierten die bis dahin selbständigen Gemeinden Reiskirchen, Hattenrod, Saasen und Winnerod im Zuge der Gebietsreform in Hessen freiwillig zur neuen Großgemeinde Reiskirchen. Für die eingegliederten Gemeinden wurde je ein Ortsbezirk mit Ortsbeirat und Ortsvorsteher eingerichtet.

### Verwaltungsgeschichte im Überblick
Die folgende Liste zeigt die Staaten und Verwaltungseinheiten, denen Saasen angehört(e):
- 1391 und später: Heiliges Römisches Reich, Landgrafschaft Hessen, Landgericht Grünberg
- ab 1567: Heiliges Römisches Reich, Landgrafschaft Hessen-Marburg, Amt Grünberg[17]
- 1604–1648: Heiliges Römisches Reich, strittig zwischen Landgrafschaft Hessen-Darmstadt und Landgrafschaft Hessen-Kassel (Hessenkrieg)
- ab 1604: Heiliges Römisches Reich, Landgrafschaft Hessen-Darmstadt, Oberfürstentum Hessen, Amt Grünberg,[18][19]
- ab 1806: Großherzogtum Hessen,[Anm. 2] Fürstentum Oberhessen, Amt Grünberg[20][21]
- ab 1815: Großherzogtum Hessen, Provinz Oberhessen, Amt Grünberg[22]
- ab 1821: Großherzogtum Hessen, Provinz Oberhessen, Landratsbezirk Grünberg
- ab 1832: Großherzogtum Hessen, Provinz Oberhessen, Kreis Grünberg
- ab 1848: Großherzogtum Hessen, Regierungsbezirk Gießen
- ab 1852: Großherzogtum Hessen, Provinz Oberhessen, Kreis Grünberg
- ab 1867: Norddeutscher Bund,[Anm. 3] Großherzogtum Hessen, Provinz Oberhessen, Landkreis Grünberg
- ab 1871: Deutsches Reich, Großherzogtum Hessen, Provinz Oberhessen, Landkreis Grünberg
- ab 1874: Deutsches Reich, Großherzogtum Hessen, Provinz Oberhessen, Kreis Gießen
- ab 1918: Deutsches Reich (Weimarer Republik), Volksstaat Hessen, Provinz Oberhessen, Kreis Gießen
- ab 1938: Deutsches Reich, Volksstaat Hessen, Landkreis Gießen[23][Anm. 4]
- ab 1945: Amerikanische Besatzungszone,[Anm. 5] Groß-Hessen, Regierungsbezirk Darmstadt, Landkreis Gießen
- ab 1946: Amerikanische Besatzungszone, Hessen, Regierungsbezirk Darmstadt, Landkreis Gießen
- ab 1949: Bundesrepublik Deutschland, Hessen, Regierungsbezirk Darmstadt, Landkreis Gießen
- ab 1971: Bundesrepublik Deutschland, Hessen, Regierungsbezirk Darmstadt, Landkreis Gießen, Gemeinde Reiskirchen
- ab 1977: Bundesrepublik Deutschland, Hessen, Regierungsbezirk Darmstadt, Lahn-Dill-Kreis, Gemeinde Reiskirchen
- ab 1979: Bundesrepublik Deutschland, Hessen, Regierungsbezirk Darmstadt, Landkreis Gießen, Gemeinde Reiskirchen
- ab 1981: Bundesrepublik Deutschland, Hessen, Regierungsbezirk Gießen, Landkreis Gießen, Gemeinde Reiskirchen

### Recht

#### Materielles Recht
In Saasen galt der Stadt- und Amtsbrauch von Grünberg als Partikularrecht. Das Gemeine Recht galt nur, soweit der Amtsbrauch keine Bestimmungen enthielt. Dieses Sonderrecht alten Herkommens behielt seine Geltung auch während der Zugehörigkeit zum Großherzogtum Hessen im 19. Jahrhundert, bis es zum 1. Januar 1900 von dem einheitlich im ganzen Deutschen Reich geltenden Bürgerlichen Gesetzbuch abgelöst wurde.

#### Gerichtszuordnung seit 1803
In der Landgrafschaft Hessen-Darmstadt wurde mit Ausführungsverordnung vom 9. Dezember 1803 das Gerichtswesen neu organisiert. Für die Provinz Oberhessen wurde das Hofgericht Gießen als Gericht der zweiten Instanz eingerichtet. Die Rechtsprechung der ersten Instanz wurde durch die Ämter bzw. Standesherren vorgenommen und somit war für Saasen das „Amt Grünberg“ zuständig. Mit der Gründung des Großherzogtums Hessen 1806 wurden die Aufgaben der ersten Instanz 1821 im Rahmen der Trennung von Rechtsprechung und Verwaltung auf die neu geschaffenen Landgerichte übertragen. „Landgericht Grünberg“ war daher von 1821 bis 1879 die Bezeichnung für das erstinstanzliche Gericht, das für Saasen zuständig war.
Anlässlich der Einführung des Gerichtsverfassungsgesetzes mit Wirkung vom 1. Oktober 1879, infolge derer die bisherigen großherzoglich hessischen Landgerichte durch Amtsgerichte an gleicher Stelle ersetzt wurden, während die neu geschaffenen Landgerichte nun als Obergerichte fungierten, kam es zur Umbenennung in „Amtsgericht Grünberg“ und Zuteilung zum Bezirk des Landgerichts Gießen. Am 1. Juli 1968 erfolgte die Auflösung des Amtsgerichts Grünberg, Saasen wurde dem Amtsgericht Gießen zugeteilt.

## Bevölkerung

### Einwohnerstruktur 2011
Nach den Erhebungen des Zensus 2011 lebten am Stichtag dem 9. Mai 2011 in Saasen 1098 Einwohner. Darunter waren 21 (1,9 %) Ausländer.
Nach dem Lebensalter waren 168 Einwohner unter 18 Jahren, 474 zwischen 18 und 49, 270 zwischen 50 und 64 und 240 Einwohner waren älter. Die Einwohner lebten in 456 Haushalten. Davon waren 105 Singlehaushalte, 165 Paare ohne Kinder und 141 Paare mit Kindern, sowie 36 Alleinerziehende und 12 Wohngemeinschaften. In 87 Haushalten lebten ausschließlich Senioren und in 312 Haushaltungen lebten keine Senioren.

### Einwohnerentwicklung
| Quelle: Historisches Ortslexikon |                                                                                 |
| • 1577:                          | 035 Hausgesesse (mit Bollnbach?)                                                |
| • 1630:                          | 002 dreispännige, 16 zweispännige, 8 einspännige Ackerleute, 6 Einläuftige      |
| • 1669:                          | 147 Seelen (mit Bolnbach)                                                       |
| • 1742:                          | 003 Geistliche/Beamte, 54 Untertanen, 22 junge Mannschaften, kein Beisasse/Jude |
| • 1791:                          | 232 Einwohner                                                                   |
| • 1800:                          | 253 Einwohner                                                                   |
| • 1806:                          | 395 Einwohner, 49 Häuser                                                        |
| • 1829:                          | 375 Einwohner, 63 Häuser                                                        |
| • 1867:                          | 443 Einwohner, 86 bewohnte Gebäude                                              |
| • 1875:                          | 518 Einwohner, 93 bewohnte Gebäude                                              |

| Saasen: Einwohnerzahlen von 1791 bis 2019 | Saasen: Einwohnerzahlen von 1791 bis 2019 | Saasen: Einwohnerzahlen von 1791 bis 2019 | Saasen: Einwohnerzahlen von 1791 bis 2019 | Saasen: Einwohnerzahlen von 1791 bis 2019 |
| --- | ----------------------------------------- | ----------------------------------------- | ----------------------------------------- | ----------------------------------------- |
| Jahr |                                           |                                           |                                           | Einwohner                                 |
| 1791 | 1791                                      |                                           | 232                                       | 232                                       |
| 1800 | 1800                                      |                                           | 253                                       | 253                                       |
| 1806 | 1806                                      |                                           | 395                                       | 395                                       |
| 1829 | 1829                                      |                                           | 375                                       | 375                                       |
| 1834 | 1834                                      |                                           | 495                                       | 495                                       |
| 1840 | 1840                                      |                                           | 529                                       | 529                                       |
| 1846 | 1846                                      |                                           | 535                                       | 535                                       |
| 1852 | 1852                                      |                                           | 540                                       | 540                                       |
| 1858 | 1858                                      |                                           | 559                                       | 559                                       |
| 1864 | 1864                                      |                                           | 438                                       | 438                                       |
| 1871 | 1871                                      |                                           | 534                                       | 534                                       |
| 1875 | 1875                                      |                                           | 518                                       | 518                                       |
| 1885 | 1885                                      |                                           | 429                                       | 429                                       |
| 1895 | 1895                                      |                                           | 449                                       | 449                                       |
| 1905 | 1905                                      |                                           | 500                                       | 500                                       |
| 1910 | 1910                                      |                                           | 528                                       | 528                                       |
| 1925 | 1925                                      |                                           | 543                                       | 543                                       |
| 1939 | 1939                                      |                                           | 616                                       | 616                                       |
| 1946 | 1946                                      |                                           | 848                                       | 848                                       |
| 1950 | 1950                                      |                                           | 890                                       | 890                                       |
| 1956 | 1956                                      |                                           | 889                                       | 889                                       |
| 1961 | 1961                                      |                                           | 914                                       | 914                                       |
| 1967 | 1967                                      |                                           | 958                                       | 958                                       |
| 1980 | 1980                                      |                                           | ?                                         | ?                                         |
| 1990 | 1990                                      |                                           | ?                                         | ?                                         |
| 2004 | 2004                                      |                                           | 1.237                                     | 1.237                                     |
| 2011 | 2011                                      |                                           | 1.098                                     | 1.098                                     |
| 2012 | 2012                                      |                                           | 1.143                                     | 1.143                                     |
| 2015 | 2015                                      |                                           | 1.142                                     | 1.142                                     |
| 2019 | 2019                                      |                                           | 1.151                                     | 1.151                                     |
| Datenquelle: Historisches Gemeindeverzeichnis für Hessen: Die Bevölkerung der Gemeinden 1834 bis 1967. Wiesbaden: Hessisches Statistisches Landesamt, 1968. Weitere Quellen: LAGIS; nach 1980: Gemeinde Reiskirchen (HW+NW-Sitze) im Haushaltsplan Vorbericht; Zensus 2011 |                                           |                                           |                                           |                                           |

### Historische Religionszugehörigkeit
| • 1829: | 375 evangelische (= 100 %) Einwohner                                |
| • 1961: | 726 evangelische (= 79,43 %), 173 katholische (= 18,93 %) Einwohner |

### Historische Erwerbstätigkeit
| • 1961: | Erwerbspersonen: 167 Land- und Forstwirtschaft, 164 Produzierendes Gewerbe, 70 Handel, Verkehr und Nachrichtenübermittlung, 47 Dienstleistungen und Sonstiges. |

## Vereine
In Saasen gibt es ein reges Vereinsleben. Der größte ortsansässige Verein ist der SV 1936 Saasen.

## Verkehr
- Wenige hundert Meter südlich des Dorfes verläuft die Bundesstraße 49.
- Der Haltepunkt Saasen liegt an der Bahnstrecke Gießen–Fulda.